# Nitrit de amil
Nitritul de amil (sau azotitul de amil) este un compus organic cu formula chimică C5H11ONO. Compusul prezintă proprietăți vasodilatatoare datorită grupei nitrit, aceasta fiind legată de un rest amil.

## Utilizări
În medicină, nitritul de amil este utilizat ca antihipertensiv și în tratamentul anginei pectorale, datorită efectul vasodilatator. De asemenea, este utilizat uneori ca antidot în intoxicațiile cu cianuri. În acest caz, acționează ca agent oxidant, inducând formarea methemoglobinei; aceasta se leagă de ionii cianură existenți, formând cianmethemoglobină.
Compusul este utilizat și recreațional, ca drog inhalant, inducând o stare de euforie de scurtă durată. De asemenea, efectul euforizant este potențat în asociere cu alte droguri stimulante, precum cocaina sau MDMA. În engleză, drogul inhalator poartă denumirea de poppers.